# Polyplectropus dairi
Polyplectropus dairi is een schietmot uit de familie Polycentropodidae. De soort komt voor in het Oriëntaals gebied.